# Harriot Kezia Hunt
Harriot Kezia Hunt (9 de noviembre de 1805 - 2 de enero de 1875) fue una de las primeras doctoras y activista por los derechos de las mujeres.

## Biografía

### Primeros tiempos
Hunt nació en Boston, Massachusetts, en 1805, hija de Joab Hunt y Kezia Wentworth Hunt. Ella y su hermana, Sarah Hunt, abrieron una escuela privada en su casa después de la muerte de su padre en 1827 para ser autosuficientes. Aunque la enseñanza trajo dinero, Hunt sintió que no era lo que quería hacer con su vida. La hermana de Hunt pronto se enfermó y no pudo recuperarse con el tratamiento ofrecido por los médicos convencionales. Richard Dixon Mott fue invitado a tratar a Sarah. Fue después de esto que Hunt comenzó a estudiar medicina con Elizabeth Mott y el Dr. Mott en 1833. En lugar de usar los métodos comunes de la época, los Mott usaron el descanso y la relajación así como remedios de hierbas para ayudar a fortalecer y curar a los pacientes. Hunt se benefició enormemente de la observación clínica mientras trabajaba con Elizabeth Mott, quien generalmente supervisaba a la mayoría de las pacientes femeninas del doctor Mott. En 1835 Hunt abrió su propio consultorio, sin diploma médico.

### Educación y práctica
Hunt fue la primera mujer en solicitar la admisión en la Escuela de Medicina de Harvard en 1847. Oliver Wendell Holmes había sido nombrado recientemente decano de la escuela e inicialmente consideró aceptar su solicitud. Fue muy criticado por el cuerpo estudiantil masculino, así como por los supervisores de la universidad y otros miembros de la facultad, y se le pidió que retirara su solicitud. Poco después de la graduación de Elizabeth Blackwell en el Geneva College en 1849, Hunt solicitó de nuevo el ingreso en Harvard, pero le fue denegado. En los años siguientes a la solicitud y la denegación de Hunt, otras mujeres siguieron siendo denegadas también. No fue hasta 1945 que la Facultad de Medicina de Harvard admitió su primera clase de mujeres en una prueba de 10 años para medir la productividad y los logros de las mujeres tanto durante como después de la escuela de medicina. Esta clase de mujeres fue admitida debido a la disminución del número de solicitantes masculinos calificados como resultado de la Segunda Guerra Mundial. A pesar de no ser aceptada en Harvard después de su segunda solicitud, Hunt continuó practicando la medicina por su cuenta. Se hizo tan conocida que en 1853 recibió un doctorado honorario del Colegio Médico Femenino de Pennsilvania.
Hunt fue criticada a lo largo de sus años de práctica médica, en particular por aquellos que creían que su profesión era inadecuada para la feminidad tradicional de la época. Un artículo del New York Times de 1858, por ejemplo, la criticó por ser «una de las doce mujeres de los Estados Unidos que suspiran porque la naturaleza no las hizo hombres». Por el contrario, Hunt creía que la feminidad hacía a las mujeres especialmente aptas para la profesión médica. Como ella preguntaba, «¿Qué podría ser más delicadamente femenino, más verdaderamente femenino, que tomar la mano de una hermana, afligida en cuerpo y mente, y mostrarle la causa de sus enfermedades?».
Hunt también trabajó apasionadamente en la defensa del derecho de las mujeres a aprender y practicar la medicina y, más en general, a educarse y buscar profesiones. Creía que vivía en una «época de transición», como la llamaba, en la que la gente empezaba a cuestionar las tradiciones de la sociedad. En 1843, Hunt fundó la Sociedad de Damas en Fisiología. Dio conferencias sobre fisiología e higiene. En 1850 asistió a la National Women's Rights Convention, en Massachusetts. Durante varios años, dedicó su tiempo a dar conferencias sobre la abolición de la esclavitud así como sobre los derechos de la mujer. Gran parte de su carrera se describe en sus memorias, Glances and Glimpses; or, Fifty Years' Social, Including Twenty Years' Professional Life (Boston: J.P. Jewett and Company, 1856).
En 1860, celebró sus 25 años de práctica de la medicina con una fiesta a la que asistieron 1.500 invitados, entre los que se encontraban tres generaciones de sus pacientes. En el evento, según se informa, ofreció sus consejos a las mujeres: «He sido tan feliz en mi trabajo; cada momento ocupado; cómo anhelo susurrarlo al oído de cada mujer apática, 'haz algo, si quieres ser feliz'».

### Muerte y legado

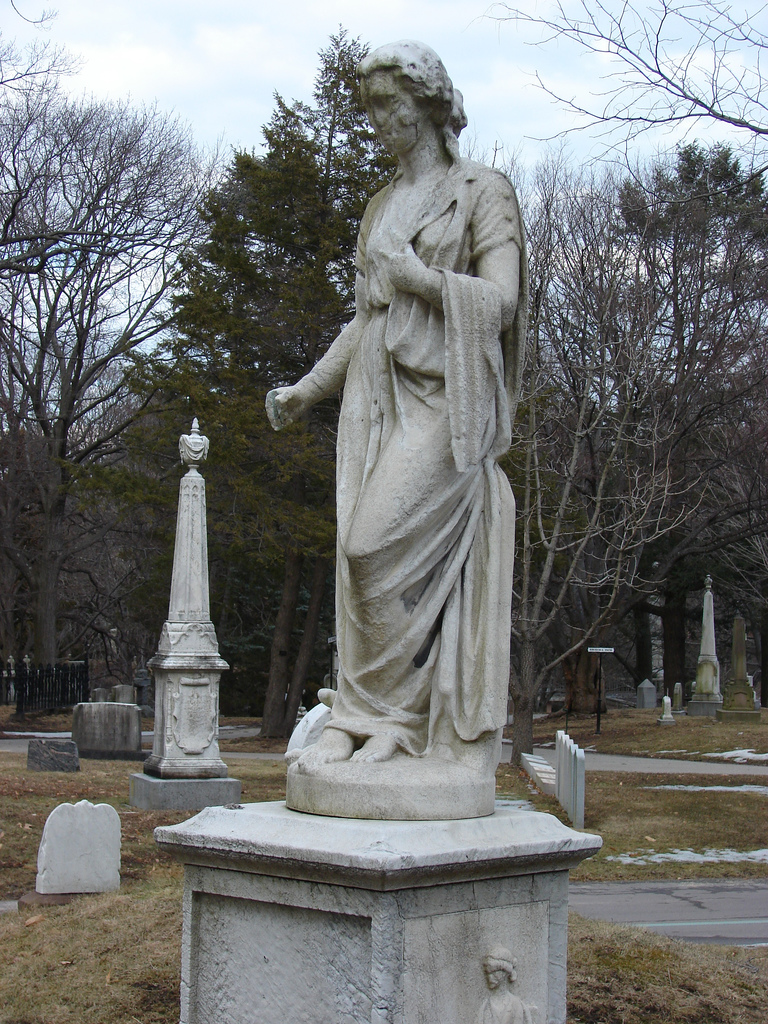
Higía, la diosa griega de la salud, realizada por Edmonia Lewis hacia 1871-1872 para la tumba de Harriot Hunt.

Después de su muerte en Boston, 1875, a la edad de 70 años, fue enterrada en el cementerio de Mount Auburn, cerca de Boston. Su tumba puede ser visitada y está marcada por una escultura de la diosa griega de la salud, Higía. Esta fue tallada por la escultora afroamericana, Edmonia Lewis. Hunt también es conmemorada en el Salem Women's Heritage Trail.